# لويس ديل سول
لويس ديل سول (بالإسبانية: Luis del Sol)‏، من مواليد 6 أبريل 1935، لاعب كرة قدم إسباني سابق.
لعب مع منتخب إسبانيا لكرة القدم.

## روابط خارجية
- لويس ديل سول على موقع الاتحاد الدولي (مؤرشف)  (الإنجليزية)
- لويس ديل سول على موقع الاتحاد الأوربي (الإنجليزية)
- لويس ديل سول على موقع قاعدة بيانات كرة القدم.إي يو (الإنجليزية)
- لويس ديل سول على موقع ناشيونال فوتبول تيمز (الإنجليزية)
- لويس ديل سول على موقع Soccerway.com (الإنجليزية)
- لويس ديل سول على موقع عالم كرة القدم.نت (الإنجليزية)